# Gadauner Bach
Der Gadauner Bach (auch Gadaunerbach und Gadaunererbach) ist ein rechter Nebenbach der Gasteiner Ache in der Marktgemeinde Bad Hofgastein im österreichischen Bundesland Salzburg.

## Geografie
Der Gadauner Bach entspringt auf einer Höhe von 1907 m ü. A. am Gamskarkogel. Er weist eine Gesamtlänge von 3,0 km auf. Sein Einzugsgebiet ist 2,4 km² groß. Der Bach verläuft grob von Osten nach Westen. Er fließt durch die Gadaunerer Schlucht, die im Jahr 1978 als Naturdenkmal ausgewiesen wurde. Oberhalb der Schlucht befinden sich zwei gemauerte Wildbachsperren als Hochwasserschutz, eine dritte weiter bachabwärts. In der Ebene des Gasteinertals führt der Fernwanderweg Rupertiweg an ihm vorbei. Der Gadauner Bach mündet schließlich auf einer Höhe von 844 m ü. A. bei der namensgebenden Rotte Gadaunern rechtsseitig in die Gasteiner Ache.

## Geschichte
Nach einem Gewitter riss der Gadauner Bach 1928 eine Brücke in Gadaunern weg und richtete weitere Zerstörungen an. Am 11. August 1933 traten der Gadauner Bach, der Haitzingbach, der Harbach und der Hundsdorferbach über die Ufer und vermurten weiträumig Felder. Der Gesamtschaden von etwa 70 Besitzern wurde mit circa 120.000 Schilling angegeben. Schwere Vermurungen durch den Gadauner Bach zerstörten im Sommer 1946 zwei Brücken und eine Wasserleitung. Im Sommer 2005 fielen einem Hochwasser erneut zwei Brücken am Bach zum Opfer.